# مینه‌زانگ

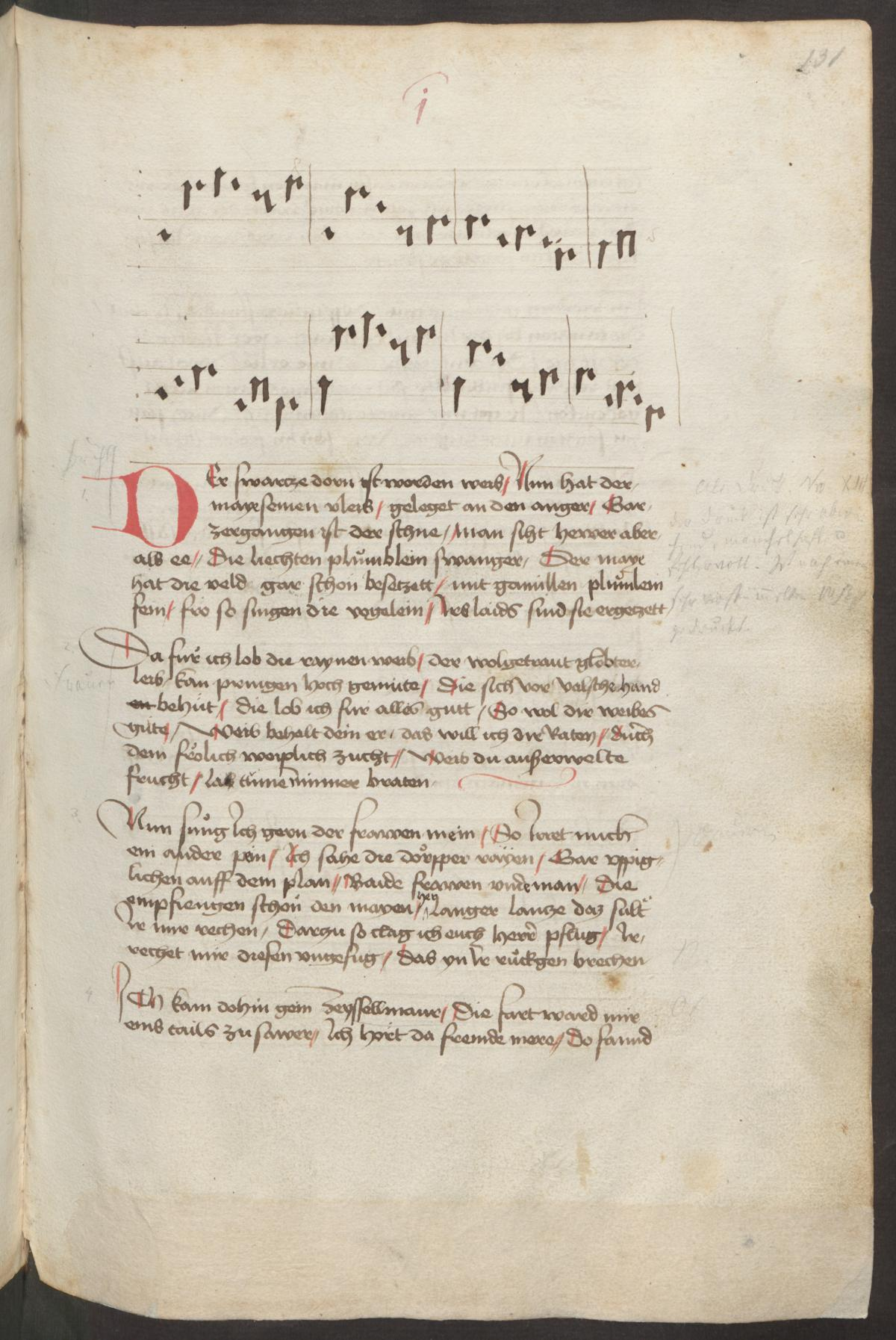
ملودی و متن ترانهٔ «خار سیاه» اثر نایتهارت فون روینتال

مینه‌زانگ (آلمانی: Minnesang؛ ‏ آلمانی: [ˈmɪnəˌzaŋ]) یک سنت غزل‌سرایی و ترانه‌سرایی در آلمان و اتریش بود که در دوره آلمانی بالای میانه شکوفا شد. این دوره از ادبیات آلمانی قرون وسطی در قرن دوازدهم آغاز شد و تا قرن چهاردهم ادامه یافت. افرادی که مینه‌زانگ را می‌نوشتند و اجرا می‌کردند به عنوان مینه‌زِنگر (آلمانی: [ˈmɪnəˌzɛŋɐ]) شناخته می‌شدند، و به هر ترانهٔ منفرد یک «مینه‌لیت» (آلمانی: [ˈmɪnəˌli:t]) گفته می‌شد.
نام مینه‌زانگ از واژه مینه (minne) گرفته شده است، واژه‌ای در زبان آلمانی بالای میانه به معنای «عشق»، زیرا مضمون اصلی مینه‌زانگ‌ها، عشق بود. مینه‌زنگرها (خوانندگان) شبیه تروبادورها در زبان اکسیتان و عشایر شمالی فرانسه بودند، زیرا آنها هم در قرون وسطای میانه به سنت عشق شهسوارانه، ترانه‌ها و شعرهای عاشقانه می‌نوشتند.

## وضعیت اجتماعی

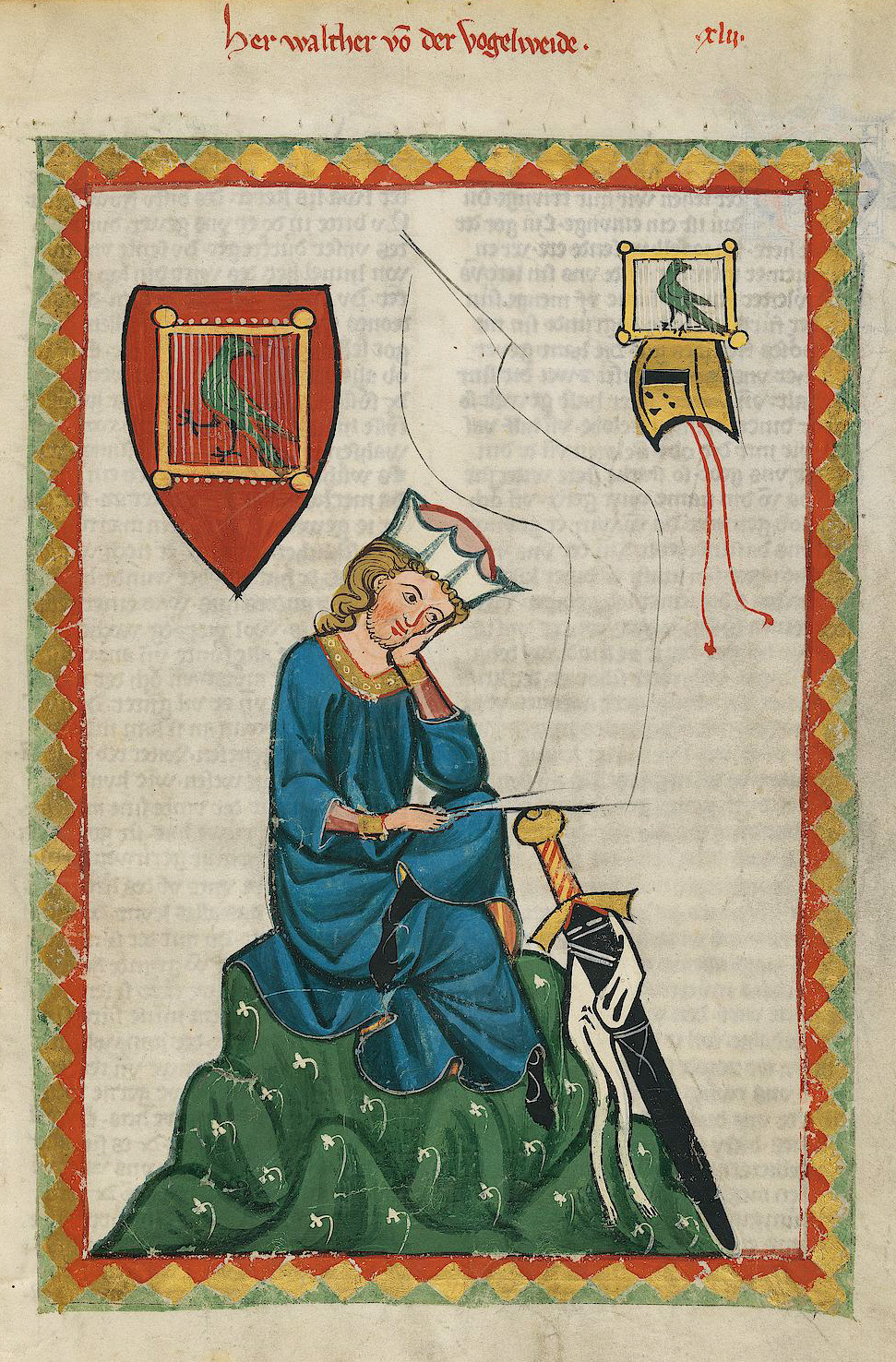
کدکس مانسه، کتابخانه دانشگاه هایدلبرگ، Cod. Pal. germ. 848، برگه ۱۲۴ رو، هِر والتر فون دِر فوگل‌واید

در غیاب اطلاعات زندگی‌نامه‌ای موثق، همواره بحث و جدل‌هایی‌هایی در مورد وضعیت اجتماعی مینه‌زنگرها وجود داشته است. برخی مینه‌زنگرها، اشراف‌زاده و نجیب‌زاده بودند. در کدکس مانسه متعلق به سده ۱۴ میلادی ترانه‌ها و آهنگ‌هایی از دوک‌ها، کُنت‌ها، پادشاهان و حتی امپراتور هاینریش ششم ثبت شده است. برخی از مینه‌زنگرها که با عنوان «استاد» (Meister) خطاب می‌شدند، افراد عادی تحصیل کرده بودند، مانند «استاد کنراد فون وورتسبورگ». گمان می‌رود که بسیاری از آنها نیز «مینیستریالیس» بودند، یعنی اعضای طبقه‌ای از اشراف فرودست، که دست‌نشاندگان اربابان بزرگ بودند. به‌طور کلی، مینه‌زنگرها برای طبقه اجتماعی خود در دربار ترانه می‌نوشتند و اجرا می‌کردند و باید آنها را به عنوان درباری در نظر گرفت تا موسیقی‌دانان حرفه‌ای مزدبگیر. برای مثال، فردریش فون هاوزن، از ملازمان فردریش بارباروسا بود و در جنگ صلیبی سوم درگذشت. والتر فون در فوگلوایده از ملازمان فریدریش دوم، امپراتور مقدس روم بود و امپراتور برای قدردانی از خدمات او به دربارش، یک تیول به او هدیه کرد.
چند تن از مشهورترین مینه‌زنگرها بابت سرودن اشعار حماسی نیز شهرت دارند، از جمله هاینریش فون ولدکه، وولفرام فون اشنباخ و هارتمان فون آئوئه.

## تاریخچه
قدیمی‌ترین متون مینه‌زانگ به سال ۱۱۵۰ میلادی برمی گردد. از حوالی سال ۱۱۷۰ میلادی، ترانه‌های آلمانی تحت تأثیر تروبادورها قرار گرفت. سپس از حوالی سال ۱۱۹۰ شاعران آلمانی تلاش کردند از بند نفوذ اشعار و ترانه‌های فرانسوی-پروانسالی کردند. این دوره را، دورهٔ کلاسیک مینه‌زانگ می‌نامد که طی آن ترانه‌سرایانی چون آلبرشت ون یوهانسدورف مضامین و فرم‌های جدیدی خلق کنند و این جنبش خلاقانه هنری با والتر فون در فوگلوایده به اوج خود رسید که هم در آن دوران و هم عصر کنونی، وی را بزرگ‌ترین مینه‌زنگر می‌دانند.
ویژگی مینه‌زنگرهای متأخر، از حدود سال ۱۲۳۰، روی‌گردانی نسبی از خصائص پالایش‌شده و فرهیختهٔ مینه‌زانگ کلاسیک و تکوین ماهرانهٔ قالب‌ها و گونه‌های جدید شعری بود. نایتهارت فون روینتال که برجسته‌ترین مینه‌زنگر دوران متاخر بود، شخصیت‌هایی را از طبقات اجتماعی پایین‌تر معرفی می‌کند و در ترانه‌ها و شعرهایش اغلب به دنبال مضامین طنز است.

## ملودی‌ها
تنها تعداد اندکی از ملودی‌های مینه‌لیت‌ها (ترانه‌ها) تا به امروز باقی مانده‌اند که عمدتاً در نسخه‌های خطی مربوط به قرن پانزدهم یا بعد از آن ثبت شده، و در نتیجه ممکن است با آهنگ‌های اصلی و اولیه قرون قبل‌تر، تفاوت‌هایی داشته باشد. علاوه بر اینها، تفسیر نت‌نویسی مورد استفاده برای این آهنگ‌ها دشوار است. اگرچه معمولاً می‌توان خط مشی ملودی آهنگ‌ها را مشخص کرد، اما درک ضرب‌آهنگ آنها بسیار مشکل است.

## تحولات بعدی
در قرن پانزدهم، مینه‌زانگ تکامل یافته و به سنت مایسترزینگر تبدیل شد و جای خود را به آن داد. با این حال، این دو سنت کاملاً متفاوت هستند. مینه‌زنگرها عمدتاً از اشراف بودند، در حالی که مایسترزینگرها معمولاً افراد عادی جامعه بودند.
دست‌کم دو اپرا دربارهٔ سنت مینه‌زانگ نوشته شده است: تنهوزر اثر ریشارد واگنر و گونترام اثر ریشارد اشتراوس.

## برای مطالعهٔ بیشتر
- Schultz, Alwin (1889). Das höfische Leben zur Zeit der Minnesinger [Court life at the time of the Minnesinger]. 2 volumes.